# Assens amt
Assens amt (danska: Assens Amt) var ett amt i södra Danmark. Amtet omfattade Bågs härad på den västra delen av ön Fyn. Residensstaden Assens var amtets enda stad.

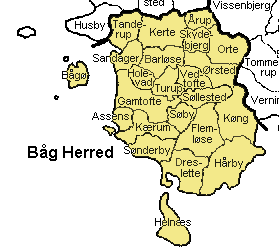
Karta över Bågs härad, som mellan 1662 och 1793 utgjorde Assens amt.

## Administrativ historik
Assens amt bildades när Danmarks län ersattes av amt 1662 och ersatte då det dåvarande slottslänet Hagenskovs län. Vissenbjergs socken fördes dock till Rugårds amt.
Amtet upphörde i samband med amtsreformen 1793 då det, tillsammans med Hindsgavls, Odensegårds och Rugårds amt, blev en del av det då nybildade Odense amt, som sedan i sin tur blev en del av Fyns amt i samband med kommunreformen 1970. Sedan kommunreformen 2007 tillhör området Region Syddanmark.

## Assens amtsrådskrets
År 1842 slogs Bågs härad och Vends härad (tidigare Hindsgavls amt) samman för att bilda Assens amtskommun med ett eget amtsråd. Fram till 1970 var därför den nordvästra delen av Fyn (området kring städerna Middelfart och Assens) en självständig amtsrådskrets (amtskommun) inom Odense amt, som därmed under den periden omfattade både Odense amtsrådskrets såväl som Assens amtsrådskrets.